# Tommi Siirilä
Tommi Juhani Siirilä (* 5. August 1993 in Alajärvi) ist ein finnischer Volleyballspieler.

## Karriere
Siirilä wollte zunächst wie sein Vater Baseball spielen, entschied sich aber in der weiterführenden Schule für Volleyball. Er wurde von 2008 bis 2011 beim Nachwuchsteam in Kuortane ausgebildet. In der Saison 2011/12 spielte er bei Kokkolan Tiikerit. Mit den finnischen Junioren nahm er 2012 an der Europameisterschaft teil. Mit der A-Nationalmannschaft nahm er 2012 und in den folgenden Jahren an der Volleyball-Weltliga teil. Von 2012 bis 2014 war der Mittelblocker bei Pielaveden Sampo aktiv. 2013 stand er im Pokalfinale. 2014 wurde er mit Finnland Neunter bei der WM in Polen. Danach kehrte er nach Kokkola zurück. Mit dem Verein gewann er zweimal das Double aus Pokal und Meisterschaft. Nach einer weiteren Weltliga-Teilnahme wechselte Siirilä 2016 zum französischen Verein GFC Ajaccio. Mit Ajaccio gewann er den Pokal und wurde Dritter in der Liga. In der Saison 2017/18 gewann er mit Sir Safety Perugia das Double in Italien und wurde Dritter der Champions League. Bei der WM 2018 kam er mit Finnland in die zweite Gruppenphase. In der folgenden Saison spielte er wieder in der heimischen Liga bei Valepa Sastamala und gewann das Double. 2019 wurde er vom deutsch-österreichischen Bundesligisten Hypo Tirol Alpenvolleys Haching verpflichtet.